# Bajrambosz
Bajrambosz (macedónul: Бајрамбос, törökül Bayrambosu) település Észak-Macedóniában, a Délkeleti körzetben, a Valandovói járásban.

## Népesség
| Lakosok száma | 383  | 420  | 202  | 32   | 8    | 6    |      | 1    |
|               | 1948 | 1953 | 1961 | 1971 | 1981 | 1991 | 2002 | 2021 |

2002-ben lakatlan település. Korábban törökök lakták.